# Товмачик
Товма́чик — село в Україні, у Коломийській міській громаді Коломийського району Івано-Франківської області.

## Історія
Назва села, за легендою, походить від перекладачів, що проживали на цій території і служили галицькому князю Ярославу Осмомислу.
У податковому реєстрі 1515 року в селі документується 4 лани (близько 100 га) оброблюваної землі та ще 2 лани тимчасово вільної.
В роки Першої світової війни населення Товмачика у своїй масі було тотально москвофільським.
Розпорядженням Ради міністрів Речі Посполитої 28 травня 1934 року присілок Майдан Граничний переданий з сільської гміни Майдан Середній Надвірнянського повіту до гміни Тлумачик Коломийського повіту.

## Населення

### Мова
Розподіл населення за рідною мовою за даними перепису 2001 року:
| Мова       | Кількість | Відсоток |
| ---------- | --------- | -------- |
| українська | 1738      | 99.54%   |
| російська  | 7         | 0.40%    |
| румунська  | 1         | 0.06%    |
| Усього     | 1746      | 100%     |

## Символіка

### Герб
Гербом села Товмачик є закруглений щит із зеленого кольору посередені розділений синьою полосою. В верхній частині герба зображено капличку над джерелом біля якої проводять богослужіння з давніх часів і до сьогодні, в нижній частині зображено книгу (словник), що пов'язує із назвою села Товмачик, оскільки за переказами в селі жили перекладачі (тлумачі), які були перекладачами в Княжому дворі. Щит вписано в фігурний картуш золотого кольору. Щит увінчаний геральдичною короною з колосками, що вказує на статус.

### Прапор
Квадратне або прямокутне (розміром 1:2) полотнище із трьох кольорів. На прапорі зображено капличку та словник, які розмішені на зеленому фоні, що символізує ліс, який розділений річкою Товмач – голубим фоном.

## Пам'ятки історії і культури
Православна церква Святої Трійці (1994) належить до ПЦУ Настоятель митр. прот. Роман Погріщук.
Хресна Дорога від Церкви ПЦУ Святої Трійці до джерела.
```
Українська греко-католицька церква (Пресвятої Трійці) (1996),
```

Українська Греко-католицька церква (Товмачицької Ікони Пресвятої )Богородиці біля старовинного чудотворного джерела де у 16 ст об'явилася Пресвята Богородиця.
Символічна могила полеглим за волю України (1990), меморіальний комплекс полеглим під час Другої світової війни (1975), Обеліск слави (1977).
Багате село хвойними і листяними лісами.
Варто побачити картини Оксани Бобкової.
Храмове свято: Зіслання Святого Духа, Трійця.
В селі функціонує загольноосвітня школа Ι-ΙΙ ступенів.
Відпустовий центр "Богородична святиня" на місці об'явлення Пресвятої Богородиці.
Село поділено на кілька кутків: Луг, Руниш, Підберезина, Берег, Королівка, Львівщина, Шумлянщина, Монастирики.
Між конфесійний храм Преображення Господнього на території виправної колонії № 41.